# Abdán efendi
Abdán efendi (1908, Abdahn Effendi) je dobrodružná povídka německého spisovatele Karla Maye.

## Německá vydání
Povídka vznikla koncem léta 1907 a prvně vyšla časopisecky v roce 1908 v deníku Grazer Volksblatt. První knižní vydání je z roku 1909. Jako součást Sebraných spisů Karla Maye od nakladatelství Karl-May-Verlag se povídka poprvé objevila v upravené podobě roku 1927 ve 48. svazku spisů Kouzelná voda (Das Zauberwasser). Roku 2000 byl text ze 48. svazku vyňat a byl s dalšími pozdními Mayovými pracemi vydán v 81. svazku spisů s názvem Abdahn Effendi.

## Obsah povídky
Povídka odráží zlom v autorových názorech, ke kterým došlo během jeho cesty po Orientu, a je silně nábožensky orientovaná. Odehrává se na turecko–perské hranici, kde se Kara ben Nemsí a Hadží Halef Omar na své cestě z Bagdádu do Teheránu zastaví v místním hostinci. Ten vlastní malý a nesmírně tlustý Abdán efendi, který společně se svými čtyřmi agy řídí bandu místních podloudníků. V hostinci jsou též dva úředníci, zkoumající poctivost místních celníků, neboť existuje podezření, že činnost Abdána kryjí.
V noci Kara ben Nemsí tajně vyslechne, jak se Abdán se svými kumpány radí, že zavraždí oba úředníky, Kara ben Nemsího i Halefa. Podaří se mu s Halefem zločince zneškodnit, odhalit, jak pašování probíhá a rehabilitovat bývalého velitele celníků. Agové jsou odsouzeni k smrti a rozsudek je vykonán. Abdán se tak rozčílí, že jej ranní mrtvice. Před smrtí však pronese očistnou modlitbu, takže jeho duše může dojit odpuštění.

## Česká vydání
Povídka vyšla česky poprvé roku 1934 v překladu Marie Jílkové jako doplněk svazku, obsahujícího román V městě prorokově, který vydalo nakladatelství Toužimský & Moravec. Druhé vydání je až z roku 1995, kdy povídka vyšla společně s dalšími v knize Abdán efendi (GABI a Oddych, Český Těšín, překlad Karel Čvančara). 